# Resultados do Carnaval do Rio de Janeiro em 1964
Nesta página estão listados os resultados dos concursos de escolas de samba, blocos de enredo, frevos carnavalescos, ranchos carnavalescos e sociedades carnavalescas do carnaval do Rio de Janeiro do ano de 1964. Os desfiles foram realizados entre os dias 8 e 11 de fevereiro de 1964.
Portela conquistou seu 17.º título de campeã do carnaval carioca com um desfile sobre o segundo casamento do Imperador D. Pedro I. O enredo foi desenvolvido pelo presidente da escola, Nelson de Andrade, que foi campeão pela segunda vez à frente da agremiação. Campeão do ano anterior, o Salgueiro ficou com o vice-campeonato, por apenas um ponto de diferença para a Portela. Quarto colocado, o Império Serrano apresentou o histórico samba-enredo "Aquarela Brasileira", de Silas de Oliveira, comumente listado entre os melhores do carnaval. Últimas colocadas, Unidos de Padre Miguel e Unidos do Cabuçu foram rebaixadas para a segunda divisão.
Império da Tijuca venceu o Grupo 2, sendo promovido à primeira divisão junto com a vice-campeã, Imperatriz Leopoldinense. São Clemente conquistou o título do Grupo 3, sendo promovida à segunda divisão junto com Unidos da Vila Santa Tereza (vice-campeã) e Paraíso do Tuiuti (terceira colocada).
Cometas do Bispo venceu o Grupo 1 dos blocos de enredo, enquanto o Batutas de Oswaldo Cruz venceu o Grupo 2. Lenhadores ganhou a disputa dos frevos. Decididos de Quintino foi o campeão dos ranchos. Clube dos Democráticos conquistou o título do concurso das grandes sociedades.

## Escolas de samba

### Grupo 1
O desfile do Grupo 1 foi organizado pela Associação das Escolas de Samba do Estado da Guanabara (AESEG) e realizado na Avenida Presidente Vargas, entre as 21 horas e 55 minutos do domingo, dia 9 de fevereiro de 1964, e as 9 horas do dia seguinte. O desfile foi aberto por Unidos de Padre Miguel e Unidos da Capela, respectivamente vice-campeã e campeã do Grupo 2 do ano anterior.
| Ordem dos desfiles |
| 1. Unidos de Padre Miguel 2. Unidos da Capela 3. Império Serrano 4. Estação Primeira de Mangueira 5. Aprendizes de Lucas 6. Portela 7. Mocidade Independente de Padre Miguel 8. Acadêmicos do Salgueiro 9. Unidos do Cabuçu 10. União de Jacarepaguá |

#### Quesitos e julgadores
Treze quesitos foram avaliados com notas de 1 a 5 pontos. O quesito Desfile não Interrompido teve três julgadores e conferiu notas negativas às escolas que atrasassem a apresentação.
| Quesito         | Quesito                  | Julgador                         |
| --------------- | ------------------------ | -------------------------------- |
|                 | Comissão de Frente       | Danúbio Menezes Galvão           |
|                 | Bandeira                 | Danúbio Menezes Galvão           |
|                 | Porta-Bandeira           | Jesse Américo Peçanha            |
|                 | Mestre-Sala              | Jesse Américo Peçanha            |
|                 | Enredo                   | Paulo Afonso Machado de Carvalho |
|                 | Letra do Samba           | Paulo Afonso Machado de Carvalho |
|                 | Evolução                 | Jacy Campos                      |
|                 | Conjunto                 | Jacy Campos                      |
|                 | Bateria                  | Edgar da Rocha Miranda           |
|                 | Harmonia                 | Edgar da Rocha Miranda           |
|                 | Melodia                  | Edgar da Rocha Miranda           |
|                 | Fantasias                | Mary Angélica                    |
|                 | Alegorias                | Lair Tereza Pepina               |
|                 | Desfile não Interrompido | José Lewgoy                      |
| Lenita Galdeano | Desfile não Interrompido |                                  |
| Milton Moraes   | Desfile não Interrompido |                                  |

#### Classificação
Portela foi a campeã, conquistando seu 17.º título na elite do carnaval carioca. O campeonato anterior da escola foi conquistado dois anos antes, em 1962. A Portela realizou um desfile sobre o segundo casamento do Imperador D. Pedro I. O enredo foi desenvolvido pelo presidente da escola, Nelson de Andrade, que foi campeão pela segunda vez à frente da agremiação. A escola inovou e causou polêmica ao apresentar um grupo da Orquestra Sinfônica do Theatro Municipal do Rio de Janeiro tocando violino na frente de sua bateria. Outro destaque do desfile foi um bolo de três metros de altura e três colunas do qual componentes da escola distribuíram pedaços para o público. A vitória da escola foi anunciada sob vaias do público que acompanhava a apuração, mas os protestos começaram no momento em que o samba-enredo do Império Serrano, considerado por público e crítica como o melhor do ano, não recebeu a nota máxima. Dirigentes de outras escolas, ranchos e blocos pediram a anulação do concurso, mas a solicitação foi negada pela Secretaria de Turismo.
Campeão do ano anterior, o Acadêmicos do Salgueiro ficou com o vice-campeonato, por apenas um ponto de diferença para a Portela. O Salgueiro realizou um desfile sobre Chico Rei. Apontado como favorito ao título, o Império Serrano se classificou em quarto lugar com um desfile baseado na música "Aquarela do Brasil", de Ary Barroso. O compositor faleceu horas antes do desfile e o anúncio de sua morte teria entristecido os desfilantes. O samba-enredo "Aquarela Brasileira", composto por Silas de Oliveira, é comumente listado entre os melhores da história do carnaval. Últimas colocadas, Unidos de Padre Miguel e Unidos do Cabuçu foram rebaixadas para a segunda divisão.
| Legenda: Campeã Rebaixadas para o Grupo 2 * Sem informação disponível |

| Col. | Escola                                | Enredo                                | Carnavalesco(a)                        | Pontos |
| ---- | ------------------------------------- | ------------------------------------- | -------------------------------------- | ------ |
| 1    | Portela                               | O Segundo Casamento de D. Pedro I     | Nelson de Andrade                      | 59     |
| 2    | Acadêmicos do Salgueiro               | Chico-Rei                             | Arlindo Rodrigues                      | 58     |
| 3    | Estação Primeira de Mangueira         | Histórias de Um Preto Velho           | Júlio Mattos                           | 49     |
| 4    | Império Serrano                       | Aquarela Brasileira                   | Jorge Bittencourt e Cajado Filho       | 44     |
| 5    | Unidos da Capela                      | Exaltação às Beldades de Nossa Pátria | *                                      | 37     |
| 6    | União de Jacarepaguá                  | Uma Festa no Tijuco                   | *                                      | 36     |
| 7    | Mocidade Independente de Padre Miguel | O Cacho de Banana                     | Ari de Lima e Nivaldo José de Oliveira | 34     |
| 8    | Aprendizes de Lucas                   | Viagem Através do Brasil              | *                                      | 31     |
| 9    | Unidos de Padre Miguel                | Feira na Bahia                        | *                                      | 27     |
| 10   | Unidos do Cabuçu                      | Brasil de Norte a Sul                 | Vivaldo                                | 27     |

### Grupo 2
O desfile do Grupo 2 foi organizado pela AESEG e realizado na Avenida Rio Branco, entre as 23 horas do domingo, dia 9 de fevereiro de 1964, e as 9 horas e 30 minutos do dia seguinte.
| Ordem dos desfiles |
| 1. Beija-Flor 2. Unidos de Bangu 3. Império da Tijuca 4. Caprichosos de Pilares 5. Império do Marangá 6. Acadêmicos de Santa Cruz 7. Aprendizes da Gávea 8. Unidos de Vila Isabel 9. Independentes do Leblon 10. Imperatriz Leopoldinense 11. União do Centenário 12. Unidos da Tijuca 13. Lins Imperial |

#### Quesitos e julgadores
As escolas foram avaliadas em oito quesitos.
| Quesito | Quesito            | Julgador                         |
| ------- | ------------------ | -------------------------------- |
|         | Alegorias          | Professor De Figueiredo          |
|         | Música             | Maestro Remo Usai                |
|         | Coreografia        | Antônio Maria Cardoso de Almeida |
|         | Fantasia           | Teresinha Ribeiro                |
|         | Bandeira           | Teresinha Ribeiro                |
|         | Comissão de Frente | Teresinha Ribeiro                |
|         | Enredo             | Conceição Tavares                |
|         | Letra do Samba     | Conceição Tavares                |

#### Classificação
Império da Tijuca foi o campeão, garantindo seu retorno à primeira divisão, de onde foi rebaixado em 1955. Vice-campeã, a Imperatriz Leopoldinense garantiu sua promoção inédita ao Grupo 1. As duas escolas somaram a mesma pontuação final. O desempate ocorreu no quesito Bateria. Últimas colocadas, Beija-Flor e Unidos de Bangu foram rebaixadas para a terceira divisão.
| Legenda: Promovidas ao Grupo 1 Rebaixadas para o Grupo 3 * Sem informação disponível |

| Col. | Escola                   | Enredo                                      | Carnavalesco(a)                                                 | Pontos | Desempate       |
| ---- | ------------------------ | ------------------------------------------- | --------------------------------------------------------------- | ------ | --------------- |
| 1    | Império da Tijuca        | O Esplendor do Rio Imperial                 | João Quadrado e Mário Pereira                                   | 63     | Quesito bateria |
| 2    | Imperatriz Leopoldinense | A Favorita do Imperador, Marquesa de Santos | Armando Iglesias, Antônio Carbonelli e Paulo dos Santos Freitas | 63     | Quesito bateria |
| 3    | Unidos de Vila Isabel    | Exaltação à Bahia                           | Gabriel do Nascimento                                           | 62     | -               |
| 4    | Unidos da Tijuca         | Homenagem ao Rio Grande do Sul              | *                                                               | 57     | -               |
| 5    | Acadêmicos de Santa Cruz | Costumes e Tradições da Bahia               | Abílio Correia de Souza                                         | 53     | -               |
| 6    | União do Centenário      | *                                           | *                                                               | 52     | -               |
| 7    | Independentes do Leblon  | *                                           | *                                                               | 48     | Quesito bateria |
| 8    | Aprendizes da Gávea      | *                                           | *                                                               | 48     | Quesito bateria |
| 9    | Lins Imperial            | O Sonho das Esmeraldas                      | *                                                               | 44     | -               |
| 10   | Caprichosos de Pilares   | O Último Baile da Corte Imperial            | Wilson Proviniere                                               | 41     | -               |
| 11   | Império do Marangá       | Aclamação a D. Pedro I                      | *                                                               | 36     | -               |
| 12   | Beija-Flor               | Café, Riqueza do Brasil                     | Cabana                                                          | 35     | -               |
| 13   | Unidos de Bangu          | Jóias da Poesia                             | Darcy de Jesus                                                  | 34     | -               |

### Grupo 3
O desfile do Grupo 3 foi organizado pela AESEG e realizado na Praça Onze, entre as 22 horas do domingo, dia 9 de fevereiro de 1964, e as 11 horas do dia seguinte.
| Ordem dos desfiles |
| 1. Unidos da Vila Santa Tereza 2. União da Ilha do Governador 3. Em Cima da Hora 4. Paraíso de Santa Teresa 5. Aprendizes da Boca do Mato 6. Unidos da Vila São Luis 7. Acadêmicos de Bonsucesso 8. Unidos de São Carlos 9. União de Vaz Lobo 10. Inferno Verde 11. Independentes do Zumbi 12. São Clemente 13. Unidos da Congonha 14. Unidos do Éden 15. Unidos de Jacarepaguá 16. Cartolinhas de Caxias 17. Acadêmicos do Engenho de Dentro 18. Paraíso do Tuiuti 19. Acadêmicos de Marechal Hermes 20. Unidos da Ponte 21. Unidos do Uraiti 22. Unidos do Viradouro 23. Unidos do Jacaré 24. Acadêmicos do Engenho da Rainha 25. Unidos de Nilópolis 26. União da Piedade 27. Unidos do Jardim 28. Acadêmicos de Bento Ribeiro |

#### Quesitos e julgadores
| As escolas foram avaliadas em onze quesitos: 1. Bateria 2. Harmonia 3. Melodia do samba 4. Fantasias 5. Bandeira 6. Comissão de frente 7. Enredo 8. Letra do samba 9. Coreografia de porta-estandarte e mestre-sala 10. Evolução do conjunto 11. Desfile não interrompido | A comissão julgadora foi formada por: - Marie Louise Nery - Eurídice Bressame - Dirceu Nery - Bené Nunes |

#### Classificação
São Clemente foi a campeã, conquistando sua promoção inédita à segunda divisão. Unidos da Vila Santa Tereza e Paraíso do Tuiuti também foram promovidas ao Grupo 2.
| Legenda: Promovidas ao Grupo 2 * Sem informação disponível |

| Col. | Escola                          | Enredo                                                         | Carnavalesco(a)                              | Pontos |
| ---- | ------------------------------- | -------------------------------------------------------------- | -------------------------------------------- | ------ |
| 1    | São Clemente                    | Rio dos Vices Reis                                             | Ivo da Rocha Gomes                           | 63     |
| 2    | Unidos da Vila Santa Tereza     | Y Juca Pyrama                                                  | Marco Aurélio Guimarães, Ildebrando e Josafá | 55     |
| 3    | Paraíso do Tuiuti               | Uma Formatura nas Agulhas Negras                               | Júlio Mattos                                 | 50     |
| 4    | Unidos de Nilópolis             | Quilombo dos Palmares                                          | *                                            | 47     |
| 5    | Aprendizes da Boca do Mato      | Rio Antigo e Suas Artes                                        | *                                            | 47     |
| 6    | Independentes do Zumbi          | O Grito do Ipiranga                                            | *                                            | 46     |
| 7    | União da Piedade                | Coroação de D. Pedro I                                         | *                                            | 45     |
| 8    | Unidos de São Carlos            | História da Música Brasileira                                  | José Coelho                                  | 45     |
| 9    | Unidos da Vila São Luis         | A Pesca e o Crustáceo                                          | *                                            | 45     |
| 10   | União da Ilha do Governador     | Riquezas do Brasil                                             | Nelson                                       | 44     |
| 11   | Unidos do Jardim                | O Anhanguera                                                   | *                                            | 44     |
| 12   | Em Cima da Hora                 | Apoteose Econômica e Financeira do Império ou Visconde de Mauá | Sebastião Souza de Oliveira                  | 43     |
| *    | Acadêmicos de Bento Ribeiro     | O Bandeirante Notável                                          | *                                            | *      |
| *    | Acadêmicos de Bonsucesso        | Exaltação a Tamandaré                                          | *                                            | *      |
| *    | Acadêmicos de Marechal Hermes   | Aclamação a D. Pedro II                                        | *                                            | *      |
| *    | Acadêmicos do Engenho da Rainha | Rio IV Centenário                                              | *                                            | *      |
| *    | Acadêmicos do Engenho de Dentro | Bravuras de Poti na Invasão Holandesa                          | *                                            | *      |
| *    | Cartolinhas de Caxias           | Iracema                                                        | *                                            | *      |
| *    | Inferno Verde                   | Rio Capital do Samba                                           | *                                            | *      |
| *    | Paraíso de Santa Teresa         | Introdução da Imprensa no Brasil                               | *                                            | *      |
| *    | União de Vaz Lobo               | Patrono das Armas do Exército                                  | *                                            | *      |
| *    | Unidos da Congonha              | Getúlio Vargas                                                 | *                                            | *      |
| *    | Unidos da Ponte                 | A Escravidão                                                   | *                                            | *      |
| *    | Unidos de Jacarepaguá           | Escravo Afrísio                                                | *                                            | *      |
| *    | Unidos do Éden                  | Felipe dos Santos - O Herói de Vila Rica                       | *                                            | *      |
| *    | Unidos do Jacaré                | Tradições da Bahia                                             | *                                            | *      |
| *    | Unidos do Uraiti                | O Guarani                                                      | *                                            | *      |
| *    | Unidos do Viradouro             | Maria Quitéria                                                 | *                                            | *      |

## Blocos de enredo

### Grupo 1
O desfile foi realizado na segunda-feira, dia 10 de fevereiro de 1964, na Praça Onze. Marcado para as 20 horas, teve início apenas às 21 horas e 30 minutos, se estendendo até as seis horas da terça-feira. A comissão julgadora foi formada por Antônio Maria de Almeida; Manoel Santana; e Teresinha Ribeiro.
| Ordem dos desfiles |
| 1. Unidos do Cabral 2. Foliões de Botafogo 3. Batutas de Cordovil 4. Bloco do Barriga 5. Recanto do Sul 6. Bafo do Bode 7. Não Tem Mosquito 8. Canários das Laranjeiras 9. Grêmio Recreativo de Manguinhos 10. Grêmio Recreativo Alunos do Samba 11. Unidos da Escadinha 12. Cometas do Bispo 13. Unidos de Moreira Pinto 14. Corações Unidos de Inhaúma 15. Namorar Eu Sei 16. Mocidade de Água Santa 17. Acadêmicos de Colégio 18. Quem Fala de Nós Não Sabe o Que Diz |

Classificação
Cometas do Bispo foi o campeão.
| Col. | Bloco                               | Pontos |
| ---- | ----------------------------------- | ------ |
| 1    | Cometas do Bispo                    | 29     |
| 2    | Quem Fala de Nós Não Sabe o Que Diz | 27     |
| 3    | Canários das Laranjeiras            | 26     |
| 3    | Vai Se Quiser                       | 26     |
| 4    | Namorar Eu Sei                      | 25     |
| 5    | Unidos do Cabral                    | 24     |
| 6    | Bafo do Bode                        | 23     |
| 7    | Foliões de Botafogo                 | 22     |
| 8    | Bloco do Barriga                    | 21     |
| 9    | Unidos de Moreira Pinto             | 20     |
| 10   | Batutas de Cordovil                 | 19     |
| 11   | Não Tem Mosquito                    | 18     |
| 12   | Acadêmicos de Colégio               | 17     |
| 13   | Recanto do Sul                      | 16     |
| 14   | Grêmio Recreativo de Manguinhos     | 15     |
| 15   | Unidos da Escadinha                 | 14     |
| 16   | Corações Unidos de Inhaúma          | 10     |
| -    | Grêmio Recreativo Alunos do Samba   | 0      |
| -    | Mocidade de Água Santa              | 0      |

### Grupo 2
Batutas de Oswaldo Cruz foi campeão com um ponto de vantagem sobre o Come e Dorme. Todos os blocos foram promovidos ao Grupo 1.
| Legenda: Promovidos ao Grupo 1 |

| Col. | Bloco                     | Pontos |
| ---- | ------------------------- | ------ |
| 1    | Batutas de Oswaldo Cruz   | 29     |
| 2    | Come e Dorme              | 28     |
| 3    | Unidos de Cordovil        | 19     |
| 4    | Centenário de Nilópolis   | 18     |
| 5    | Acadêmicos da Velhacap    | 15     |
| 6    | União de Cachambi         | 14     |
| 7    | Unidos de Nova Holanda    | 10     |
| 8    | Mocidade Unida de Triagem | 3      |

## Frevos carnavalescos
O desfile dos clubes de frevo foi realizado no sábado, dia 8 de fevereiro de 1964, na Avenida Presidente Vargas. Marcado para as 19 horas, teve início apenas às 20 horas e 30 minutos. A comissão julgadora foi formada por Arlindo Rodrigues (carnavalesco), Mercedes Baptista (bailarina), Hilton Teixeira de Vasconcelos (presidente da Casa de Pernambuco) e Maurício Azevedo (músico).
| Ordem dos desfiles                                                                                |
| 1. Pás Douradas 2. Batutas da Cidade Maravilhosa 3. Vassourinhas 4. Lenhadores 5. Misto Toureiros |

Classificação
Lenhadores foi o clube campeão.
| Col. | Frevo                         | Enredo                                   | Pontos |
| ---- | ----------------------------- | ---------------------------------------- | ------ |
| 1    | Lenhadores                    | Jangadeiros                              | 50     |
| 2    | Pás Douradas                  | Exaltação aos Gloriosos Soldados do Fogo | 47     |
| 3    | Vassourinhas                  | Frevo na Raça                            | 38     |
| 4    | Misto Toureiros               | Carnaval que Brinquei em Recife em 1934  | 35     |
| 5    | Batutas da Cidade Maravilhosa | Maravilha da Corte do Frevo              | 33     |

## Ranchos carnavalescos
O desfile dos ranchos foi realizado entre as 21 horas da segunda-feira, dia 10 de fevereiro de 1964, e as 3 horas do dia seguinte.
| Ordem dos desfiles |
| 1. Unidos do Cunha 2. Índios do Leme 3. Recreio da Saúde 4. Unidos do Morro do Pinto 5. Azulões da Torre 6. Tomara que Chova 7. Decididos de Quintino 8. Aliados de Quintino |

Classificação
Decididos de Quintino foi o campeão.
| Legenda: Campeão * Sem informação disponível |

| Col. | Rancho                   | Enredo                        | Pontos |
| ---- | ------------------------ | ----------------------------- | ------ |
| 1    | Decididos de Quintino    | Epopéia Patriótica            | 86     |
| 2    | Unidos do Morro do Pinto | Apoteose à Marinha            | 73     |
| 3    | Tomara que Chova         | Lindo Sonho de Um Guerreiro   | 72     |
| 4    | Azulões da Torre         | Apoteose ao Carnaval          | 65     |
| 5    | Recreio da Saúde         | Homenagem às misses do Brasil | 64     |
| 6    | Unidos do Cunha          | Recordar É Viver              | 61     |
| 7    | Aliados de Quintino      | *                             | 56     |
| 8    | Índios do Leme           | Homenagem a Guanabara         | 54     |

## Sociedades carnavalescas
O desfile das grandes sociedades foi realizado a partir das 20 horas da terça-feira de carnaval, dia 11 de fevereiro de 1964.
| Ordem dos desfiles |
| 1. Clube dos Embaixadores 2. Pierrôs da Caverna 3. Tenentes do Diabo 4. Fenianos 5. Clube dos Democráticos 6. Embaixada do Sossego 7. Clube dos Cariocas |

Classificação
Clube dos Democráticos venceu a disputa.
| Col. | Sociedade              | Pontos |
| ---- | ---------------------- | ------ |
| 1    | Clube dos Democráticos | 59     |
| 2    | Tenentes do Diabo      | 31     |
| 3    | Pierrôs da Caverna     | 30     |
| 4    | Clube dos Embaixadores | 29     |
| 5    | Fenianos               | 26     |
| 6    | Embaixada do Sossego   | 24     |
| 7    | Clube dos Cariocas     | 9      |